# Cublize
Cublize är en kommun i departementet Rhône i regionen Auvergne-Rhône-Alpes i östra Frankrike. Kommunen ligger i kantonen Amplepuis som tillhör arrondissementet Villefranche-sur-Saône. År 2022 hade Cublize 1 357 invånare.

## Befolkningsutveckling
Antalet invånare i kommunen Cublize
| Referens: INSEE |